# Medinilla lorentziana
Medinilla lorentziana är en tvåhjärtbladig växtart som beskrevs av Rudolf Mansfeld. Medinilla lorentziana ingår i släktet Medinilla och familjen Melastomataceae. Inga underarter finns listade i Catalogue of Life.